# Kletterweltcup
Der Kletterweltcup ist die höchste internationale Serie im Wettkampfklettern. Die Wettkämpfe werden von der International Federation of Sport Climbing in den drei Disziplinen Lead, Bouldern und Speed ausgetragen, 2022 gab es zudem ein Event der Kombination.

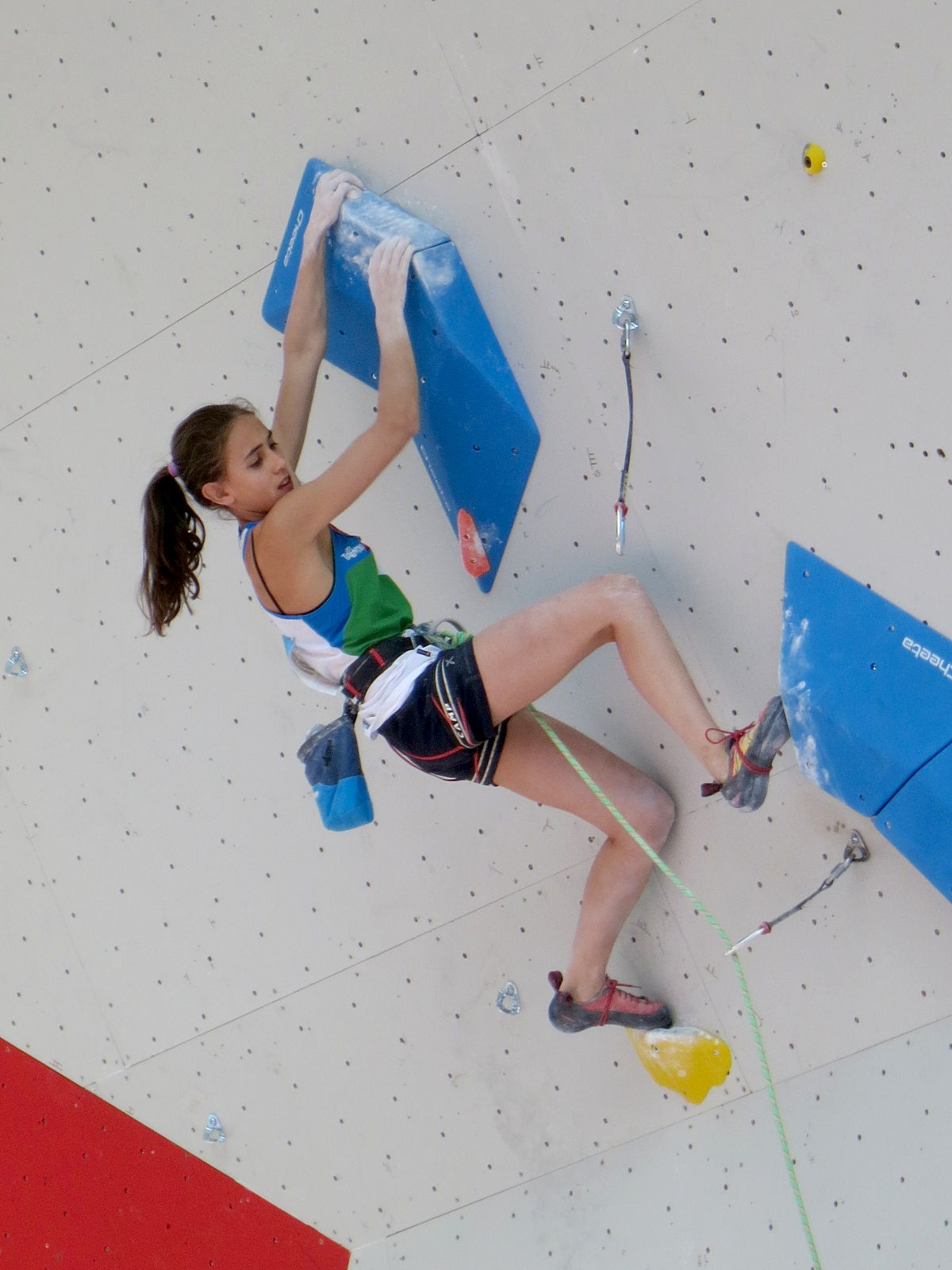
Laura Rogora beim Leadklettern beim Kletterweltcup 2019 in Chamonix

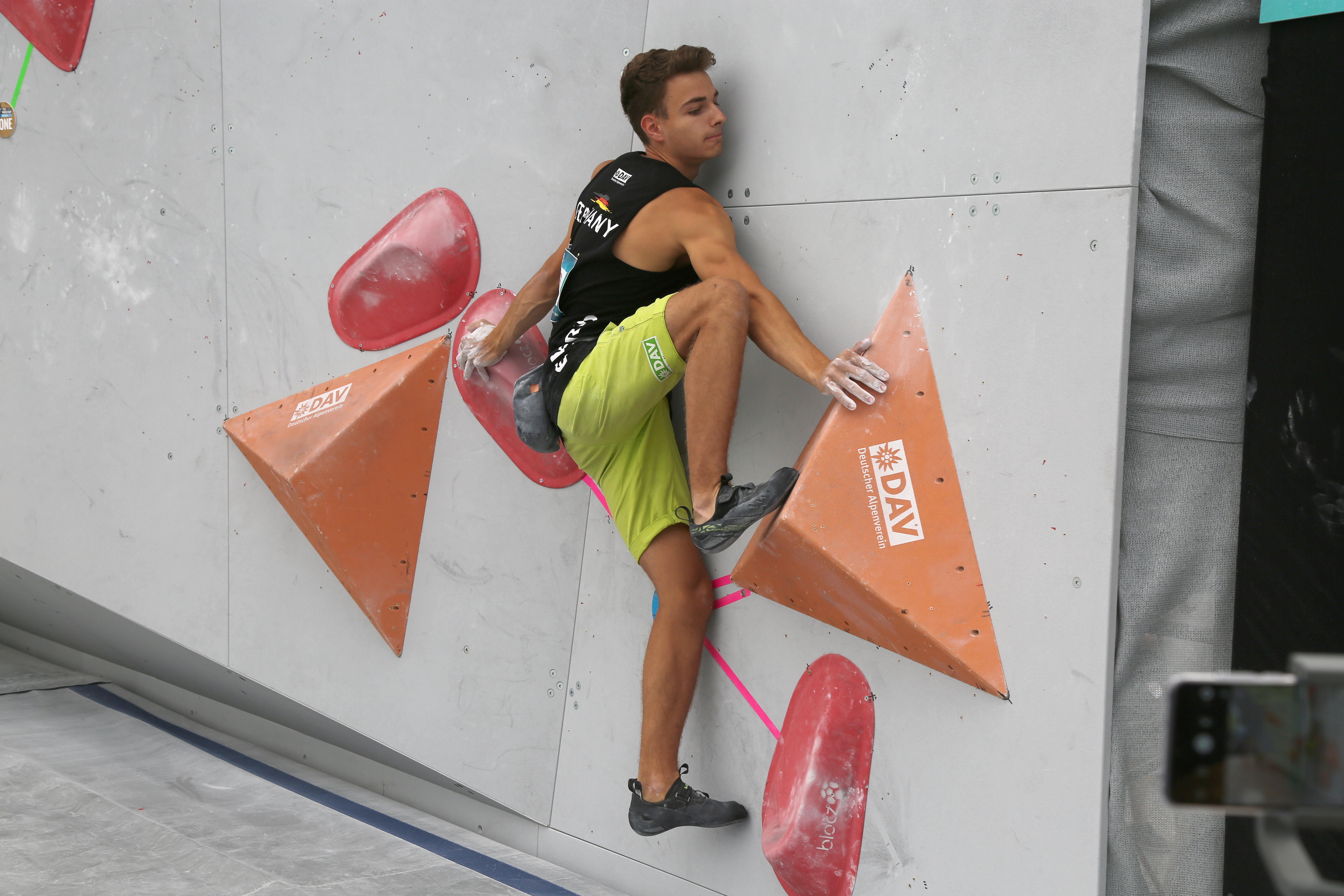
Yannick Flohé bouldert beim Kletterweltcup 2018 in München

## Geschichte
Ab 1985 bzw. 1987 wurden unter den Namen SportRoccia und Rockmaster internationale Wettbewerbe im Lead-Klettern abgehalten. Anfangs noch an natürlichen, jedoch stark präparierten Felswänden bei Bardonecchia und Arco, wurde ab 1988 auf Kunstwänden geklettert.
Der erste UIAA-Lead-Weltcup fand 1989 in Leeds statt. Gewinner der Gesamtwertung waren der Brite Simon Nadin und die Französin Nanette Raybaud. Die Schwierigkeit der Route von 1990 wurde mit 5.12d YDS (ca. 7c+ (franz.) bzw. IX+ (UIAA)) bewertet.:207
1997 übernahm die UIAA-Tochterorganisation International Council for Competition Climbing die Organisation der Weltcups.
Seit 1998 werden auch Weltcups in den Disziplinen Speed und Boulder abgehalten, der erste Boulderweltcup fand noch unter dem Namen Top Rock Challenge statt. Erste Sieger der Speed-Gesamtwertung waren die Ukrainer Andrey Vedenmeer und Olga Zakharova, bei der Top Rock Challenge konnten sich Liv Sansoz und Salawat Rachmetow durchsetzen.
Seit 2005 gibt es eine Nationenwertung, bei der in der jeweiligen Disziplin die Ergebnisse von Männern und Frauen addiert werden.
2007 wurde die International Federation of Sport Climbing gegründet, welche seitdem die Weltcups und weitere internationale Veranstaltungen des Wettkampfkletterns organisiert.

## Disziplinen
Bei allen Disziplinen versuchen die Athleten nach Einnahme einer Startposition das Top, also den höchsten Griff der Route, zu erreichen.

### Lead
Beim Leadklettern müssen Athleten eine Route durchsteigen und dabei jede Zwischensicherung einhängen, ohne die Sicherungskette zu belasten (also zu stürzen). Die Kletterer werden von einer neutralen Person gesichert. Die Startposition wird mit vier Tapestreifen gekennzeichnet, für jeden Streifen muss je eine Gliedmaße den Griff bzw. Tritt berühren.
Eine Lead-Route ist mindestens 15 m lang und 3 m breit. Leadwände sind in der Regel ausschließlich oder überwiegend überhängend konstruiert, der Schwierigkeitsgrad beträgt bis zu XI/XI+ (UIAA). Im Vergleich zu den anderen Disziplinen erfordert Lead ein besonderes Maß an Ausdauer und Kraft, zudem wird eine gute Intuition der Bewegungsabläufe verlangt.

### Bouldern
Beim Bouldern wird in Absprunghöhe, in der Regel bis zu 4,5 m, über Matten geklettert, die Kletterer sind nicht weiter gesichert. Die Startposition wird wie beim Lead gekennzeichnet.
Boulderrouten fordern eine hohe Maximalkraft und Geschick. Die einzelnen Routen einer Runde fokussieren sich häufig auf eine jeweilige Teiltechnik: Plattige Wände mit kleinen Griffen benötigen Gleichgewicht und Trittsicherheit, schmale Leisten Fingerkraft, und starke Überhänge und weite Züge Sprungtechnik und Maximalkraft. Der moderne Routenbau mit großen Griffen und Sprüngen verlangt besondere Koordination und wird auch als „Wettkampfstil“ (engl. Competition bzw. Comp Style) bezeichnet.

### Speed

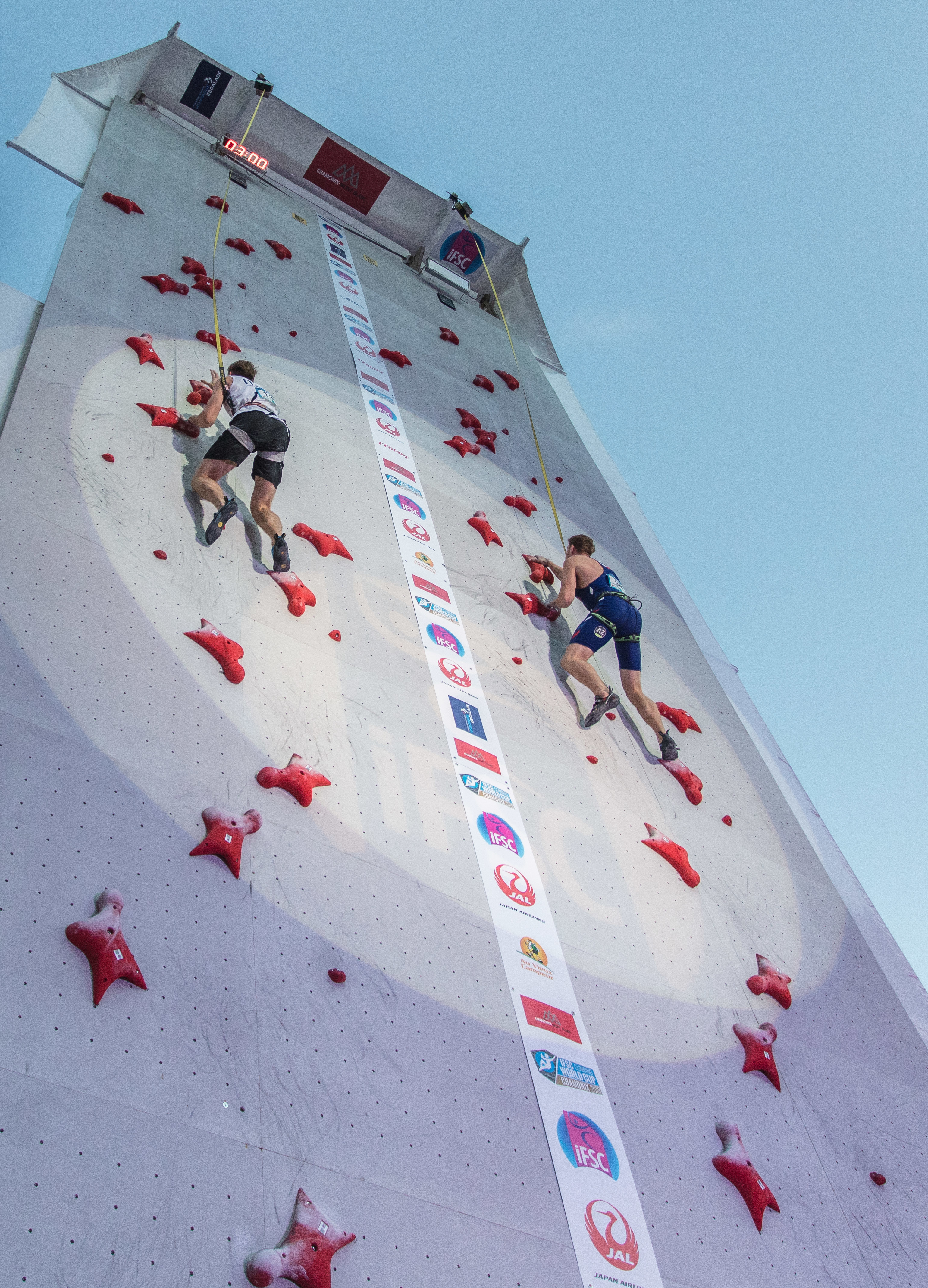
Speed-Weltcup 2018 in Chamonix

Beim Speedklettern versuchen die Athleten, möglichst schnell eine Route im Schwierigkeitsgrad VII (UIAA) zu durchklettern. Die Wand ist 15 m hoch und einen Überhang von 5 %. Die verwendeten Griffe und deren Positionen sind normiert und bei jedem Wettbewerb soweit möglich identisch.
Die Zeitnahme erfolgt automatisch: Die Kletterer starten mit einem Fuß auf einer drucksensitiven Platte und versuchen nach dem Startsignal möglichst rasch die obere Platte zu berühren. Die Sicherung erfolgt von oben über ein automatisches Sicherungsgerät.
Das Speedklettern erfordert vor allem explosive Maximalkraft und Präzision.

### Boulder & Lead
Im Kombinationsformat werden zuerst vier Boulder und anschließend eine mindestens 40 Griffe lange Leadroute geklettert.
Dieses Format wurde einmalig beim Kletterweltcup 2022 in Morioka abgehalten. Es wird auch bei den Olympischen Sommerspielen 2024 ausgetragen werden.

## Format

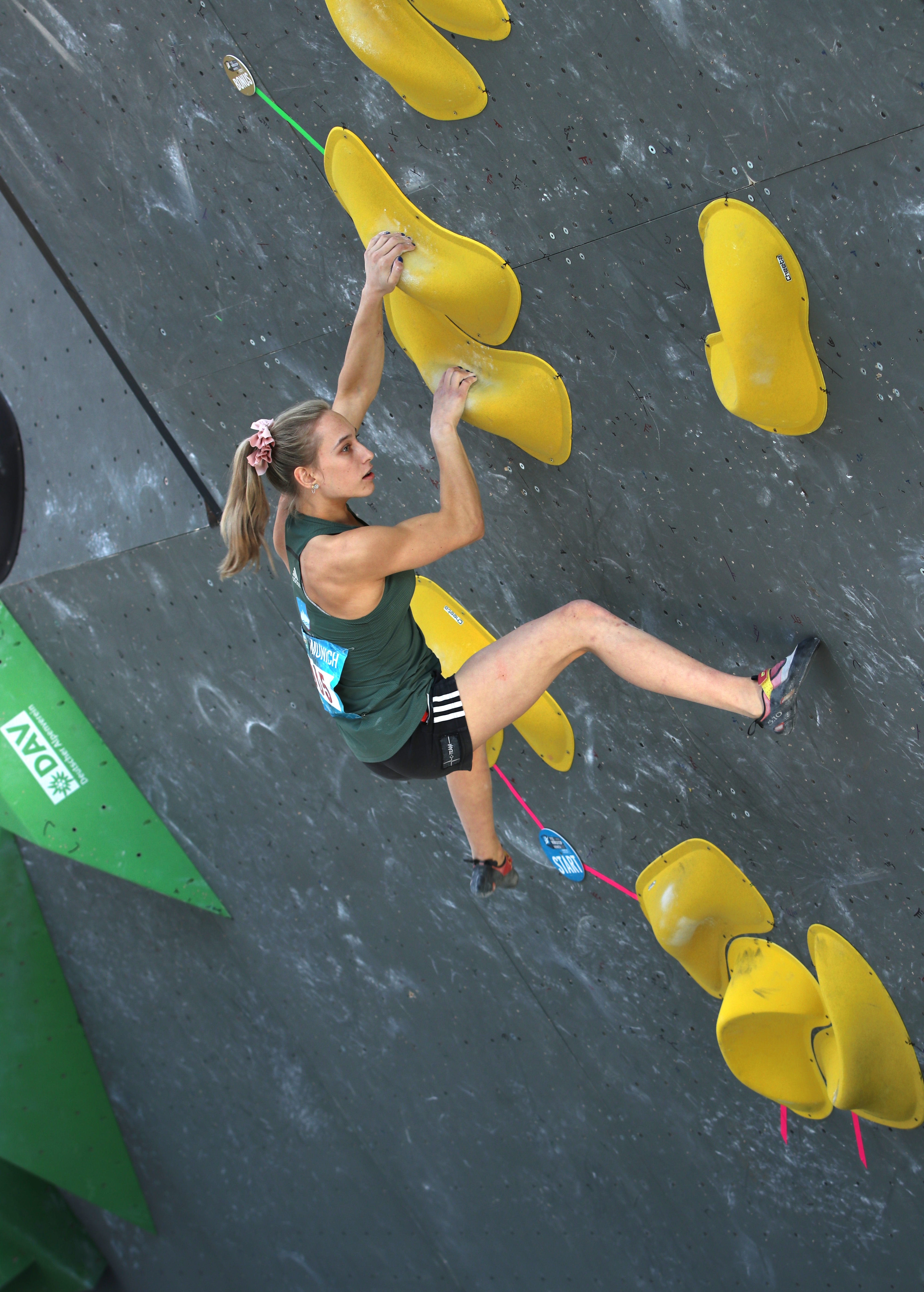
Janja Garnbret hält den Zone-Griff beim Kletterweltcup 2017 in München.

Für jede Disziplin werden bis zu acht Wettkämpfe ausgetragen.

### Teilnahmevoraussetzungen
Teilnehmer müssen im Wettkampfjahr mindestens 16 Jahre alt werden und von ihrem nationalen Verband angemeldet werden. Jeder Verband darf für jede Geschlechtskategorie und Disziplin jeweils zwei weibliche und zwei männliche Athleten anmelden, der Gastgeberverband jeweils vier weitere. Zusätzlich dazu gibt es folgende Zulassungsmöglichkeiten:
Extra-Quote
Die Top 1 bis 10 der Weltrangliste zu Beginn des Kalenderjahres in der jeweiligen Geschlechtskategorie und Disziplin sind automatisch zugelassen.
Zusatz-Quote
Für jeden Athleten des Verbandes auf den Weltranglistenplätzen 11 bis 40 dürfen in der jeweiligen Geschlechtskategorie und Disziplin eine weitere Person entsandt werden, bis zu einem Maximum von drei zusätzlichen Kletterern je Geschlechtskategorie und Disziplin pro Verband.

### Prozedere
Zu Beginn des Wettkampfes begeben sich die Athleten in Isolation. Sie dürfen diese während des Wettkampfes nur für ihre Antritte verlassen und keine Informationen von außen, beispielsweise über die richtige Technik für eine Route, erhalten. Der genaue Ablauf unterscheidet sich je nach Disziplin.
Die Athleten mit den besten Ergebnissen ziehen eine Runde weiter. Diese Anzahl der Athleten in den späteren Runden ist abhängig von der Teilnehmeranzahl in der Qualifikation. In der Regel wird der höchste Wert erreicht, dieser ist jeweils in Klammern angegeben.

### Lead

#### Wertung
Für jeden der meist etwa 50 Griffe gibt es einen Punkt, wenn der letzte Griff benutzt wird, um zu einem weiteren, nicht erreichten Griff zu kommen, wird dies durch ein „(+)“ hinter der Punktzahl aufgewertet. Für ein Top muss der höchste Griff gehalten und die oberste Sicherung eingehängt werden. Bei Gleichstand entscheidet das Ergebnis der Vorrunde.
Für jede Route haben die Athleten nur einen Versuch und sechs Minuten Zeit.

#### Runden
Qualifikation
Zwei unterschiedliche Routen, die vorgeklettert werden. Abhängig von der Anzahl der Kletterer wird die Qualifikation in ein oder zwei Startgruppen abgehalten, welche nicht die gleichen Routen klettern. Dies ist in der Regel der Fall.
Halbfinale (26) und Finale (6)
Eine Route mit vorheriger sechsminütiger gemeinsamer Beobachtungsphase.

### Boulder

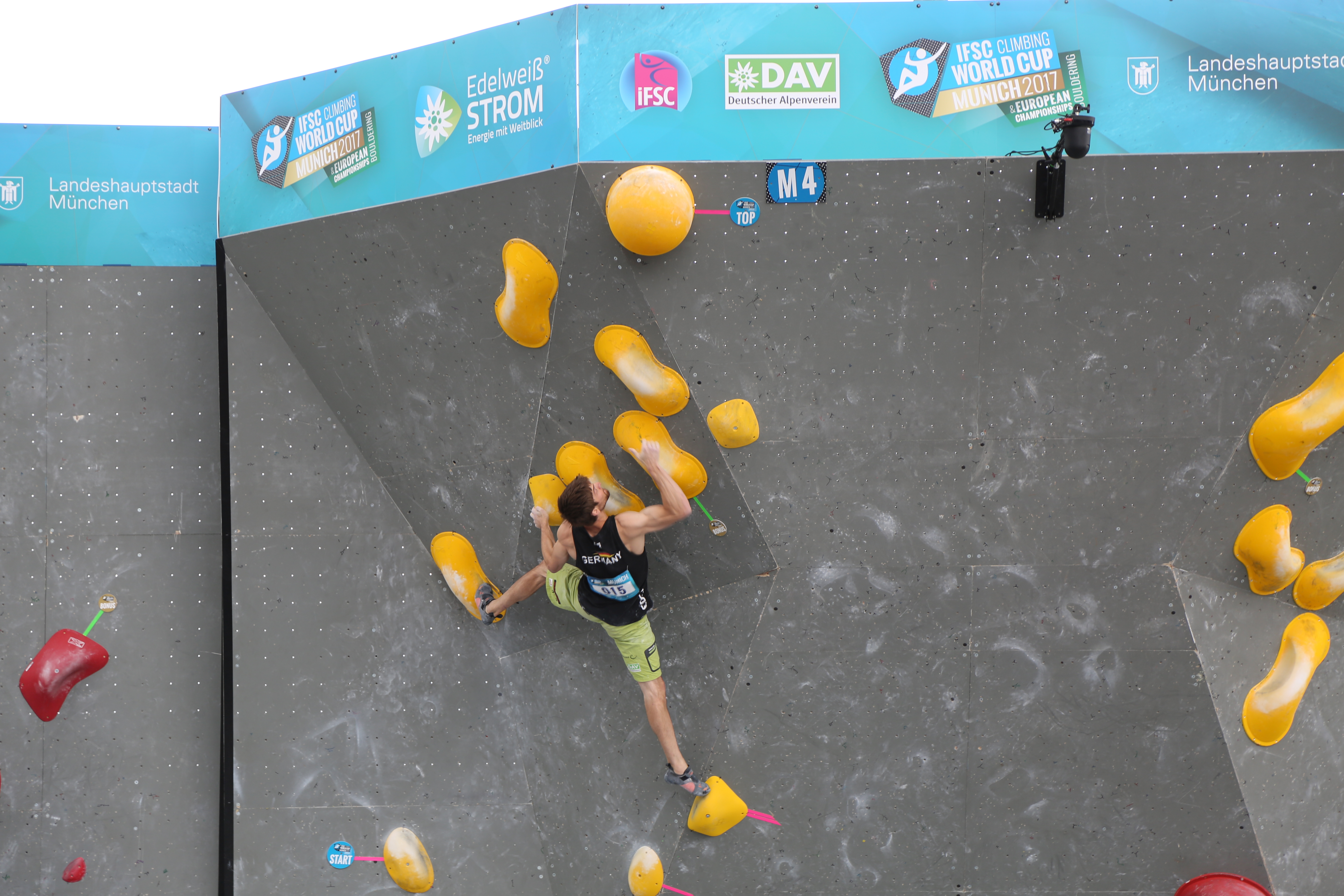
Jan Hojer beim Kletterweltcup 2017 in München. Zu sehen sind die Markierungen für die Startgriffe, die Zone (grünes Tape) und das Top.

#### Wertung
Bei jedem Boulder kann eine Zwischenwertung („Zone“) oder das Top erreicht werden. Der Zone-Griff muss mit mindestens einer Hand, der Top-Griff mit beiden Händen kontrolliert werden. Für das Erreichen des Tops werden 25 Punkte vergeben, für die Zone 10, für jeden bis zum höheren Griff benötigten Versuch werden 0,1 Punkte abgezogen. Innerhalb des Zeitlimits dürfen beliebig viele Versuche unternommen werden. Bis einschließlich 2024 gab es keine Punktewertung, Athleten wurden zuerst nach erreichten Tops, dann nach erreichten Zones gereiht, bei Gleichstand wurde die Zahl der Versuche gewertet.

#### Runden
Qualifikation
Fünf Boulder à fünf Minuten, ohne vorherige Beobachtungsphase.
Halbfinale (24)
Vier Boulder à fünf Minuten, ohne vorherige Beobachtungsphase.
Finale (8)
Vier Boulder à vier Minuten, mit vorheriger zweiminütiger gemeinsamer Beobachtungsphase.

### Speed

#### Wertung
In der Qualifikation wird die beste erreichte Zeit gewertet.
Im Finale wird ein K.o.-System angewandt, die jeweils langsamere Person scheidet aus. Bei Gleichstand wird der Lauf wiederholt.

#### Runden
Qualifikation
Je ein Versuch auf der linken und rechten Route.
Finale (16)
In der Regel vier K.o.-Runden.

### Boulder & Lead

#### Wertung
In beiden Kategorien können jeweils bis zu 100 Punkte pro Runde erreicht werden. Für das Gesamtergebnis werden die beiden Werte addiert.
Boulder
Zur Wertung werden ein Top und zwei Zones herangezogen. Zone-Griffe müssen mit mindestens einer Hand, der Top-Griff mit beiden Händen kontrolliert werden. Punkte werden für den höchsten der drei erreichten Wertungsgriffe Top (25), zweite Zone (10) oder erste Zone (5) vergeben. Es ist nicht zwingend erforderlich, die Zwischenwertungspunkte auch zu erreichen.
Für jeden Versuch werden 0,1 Punkte abgezogen.
Lead
Für die jeweiligen Griffe werden, beginnend vom Top, absteigend Punkte vergeben. Die obersten zehn Griffe sind je 4 Punkte Wert, die nächsten zehn 3 Punkte usw. Für ein Top, also ein erreichen des höchsten Griffs und einhängen der letzten Sicherung, gibt es 100 Punkte. Wenn der höchste Griff erreicht, die Sicherung jedoch nicht eingehängt wird, werden 99,9 Punkte vergeben. Wenn der letzte Griff benutzt wird, um zu einem weiteren, nicht erreichten Griff zu kommen, wird die Punktzahl um 0,1 aufgewertet.

#### Runden
Qualifikation und Halbfinale (20)
Je vier Boulder à fünf Minuten, ohne vorherige Beobachtung.
Je eine Lead-Route mit je sechs Minuten Beobachtungs- und Kletterzeit.
Finale (8)
Vier Boulder à vier Minuten, mit vorheriger zweiminütiger Beobachtungszeit.
Eine Lead-Route mit je sechs Minuten Beobachtungs- und Kletterzeit.

## Gesamtwertung
Die 80 besten Athleten je Disziplin und Geschlecht erzielen Punkte für die Gesamtwertung. Diejenigen Athleten mit der jeweils höchsten Gesamtpunktzahl in einer Disziplin und Geschlechtskategorie wird zum Gesamtweltcupsieger gekürt.
| Rang | Punkte |    | Rang | Punkte |    | Rang  | Punkte |  | Rang | Punkte |
| 1    | 1000   | 15 | 240  | 29     | 56 | 43    | 12     |  |      |        |
| 2    | 0805   | 16 | 220  | 30     | 48 | 44–45 | 11     |  |      |        |
| 3    | 0690   | 17 | 205  | 31     | 42 | 46    | 10     |  |      |        |
| 4    | 0610   | 18 | 185  | 32     | 37 | 47–48 | 09     |  |      |        |
| 5    | 0545   | 19 | 170  | 33     | 33 | 47–48 | 09     |  |      |        |
| 6    | 0495   | 20 | 155  | 34     | 30 | 49–50 | 08     |  |      |        |
| 7    | 0455   | 21 | 145  | 35     | 27 | 51–53 | 07     |  |      |        |
| 8    | 0415   | 22 | 130  | 36     | 24 | 54–56 | 06     |  |      |        |
| 9    | 0380   | 23 | 120  | 37     | 21 | 57–59 | 05     |  |      |        |
| 10   | 0350   | 24 | 105  | 38     | 19 | 60–63 | 04     |  |      |        |
| 11   | 0325   | 25 | 095  | 39     | 17 | 64–68 | 03     |  |      |        |
| 12   | 0300   | 26 | 084  | 40     | 15 | 69–74 | 02     |  |      |        |
| 13   | 0280   | 27 | 073  | 41     | 14 | 75–80 | 01     |  |      |        |
| 14   | 0260   | 28 | 063  | 42     | 13 |       |        |  |      |        |